# Jack Turner (Rennfahrer)
Jack Turner (* 12. Februar 1920 in Seattle; † 12. September 2004 in Renton) war ein US-amerikanischer Autorennfahrer.

## Karriere
Jack Turner war der erste US-amerikanische Rennfahrer, der die AAA-National-Midget-Meisterschaft zweimal in Folge, 1954 und 1955, gewinnen konnte.
In der AAA-National-Serie und der USAC-Serie ging er zwischen 1955 und 1962 35-mal an den Start. Seine beste Platzierung war der zweite Rang beim Rennen in Darlington 1956. Sechsmal war er auch bei den 500 Meilen von Indianapolis am Start.
Da die 500 Meilen von Indianapolis zwischen 1950 und 1960 auch zur Formel-1-Weltmeisterschaft gehörten, beteiligte sich Turner auch an vier Läufen zur Weltmeisterschaft. Punkte für die Meisterschaft konnte er nicht erzielen.
Nach einem schweren Unfall im Training zu den 500 Meilen 1963 trat Turner vom Rennsport zurück.